# Gezin, Maden
Gezin là một ngôi làng thuộc huyện Maden của tỉnh Elazığ, Thổ Nhĩ Kỳ. Ngôi làng nằm trên quốc lộ D885 của Thổ Nhĩ Kỳ, trên bờ phía đông của Hazar Gölü, cách Maden 25 kilômét (16 mi) và cách Elazığ 55 kilômét (34 mi). Dân số của nó là 1.075 người (2021). Trước đây, Gezin nằm cách vài km về phía đông so với vị trí hiện tại của nó, nhưng đã được di chuyển đến vị trí hiện tại bên cạnh hồ. Gezin từng là một thị trấn (belde) từ năm 1992 đến năm 2013 khi tổ chức lại chính quyền địa phương Thổ Nhĩ Kỳ.